# 클라이네 샤이덱역
클라이네 샤이덱역(Kleine Scheidegg railway station)은 스위스 베르너 오버란트(Berner Oberland) 지방의 고개인 클라이네 샤이덱 정상에 위치한 기차역이자 허브이다. 라우버호른과 아이거 능선 사이에 위치한 이 고개에는 호텔과 철도 건물이 밀집해 있다. 행정적으로 역은 그린델발트와의 경계에서 고작 몇 미터 떨어진 베른주의 라우터브루넨의 관할 하에 있다.

## 개요
이 역은 라우터브루넨에서 벵엔을 거쳐 그린델발트와 별도로 클라이네 샤이덱까지 운행하는 벵에른알프 철도(Wengernalp Railway, 이하 WAB)의 정점이다. 이 역은 또한 기차가 아이거 내에서 융프라우요흐까지 올라가는 융프라우 철도(이하 JB)의 하단부 종점이기도 하다. 융프라우요흐 또는 라우터브루넨과 그린델발트 사이를 여행하는 모든 승객은 이 역에서 기차를 갈아타야 한다. 해발 2,061m로 스위스와 유럽에서 가장 높은 철도 허브이자, 대륙에서 세 번째로 높은 철도역이다. 역의 가장 넓은 구역에는 약 10개의 평행 선로가 있다.
라우터브루넨에서 출발하는 WAB 열차는 서쪽 끝에서 역으로, 그린델발트에서 동쪽 끝으로 들어오지만 통과 열차는 운행하지 않는다. 이것은 주로 안전상의 이유로 내리막길 끝에 각 열차의 모터차량이나 기관차가 있어야 하기 때문이다. 클라이네 샤이독의 WAB 선로는 융프라우 철도 선로와 반대 방향으로 기차를 거꾸로 나갈 수 있도록 부분적으로 지하에 있는 와이 선로가 포함되어 있지만, 여객 서비스의 기차에는 사용되지 않는다.
WAB와 JB는 서로 다른 궤간, 다른 전력체계와 다른 랙 철도 기술을 사용하며 물리적으로 연결되지 못한다. 융프라우 철도의 차고는 클라이네 샤이독에 있지만, 선로 정비창은 아니다. 정비창은 아이거글레처역에서 한 정거장 떨어진 곳에 있다.
|  |  |

## 운행 열차
이 역에는 다음과 같은 여객 열차가 운행된다.
| 운영자          | 열차 유형 | 경로                                                                    | 운행 주기  | 비고 |
| --------------- | --------- | ----------------------------------------------------------------------- | ---------- | ---- |
| 벵에른알프 철도 |           | 라우터브루넨 - 벵발트 - 벵엔 - 알멘트 - 벵에른알프 - 클라이네 샤이덱    | 시간당 2편 |      |
| 벵에른알프 철도 |           | 그린덴발트 - 그린델발트 그룬트 - 브란덱 - 알피글렌 - 클라이네 샤이덱    | 시간당 2편 |      |
| 융프라우 철도   |           | 클라이네 샤이덱 - 아이거글레처 - 아이거반트 - 아이스메어 - 융프라우요흐 | 시간당 2편 |      |